# Imma evelina
Imma evelina är en fjärilsart som beskrevs av Edward Meyrick 1938. Imma evelina ingår i släktet Imma och familjen Immidae. Inga underarter finns listade i Catalogue of Life.